# Летище Сидни
Летище Сидни (на английски: Sydney Airport) е най-голямото летище в Австралия, намиращо се в близост до град Сидни.
То е сред най-старите непрекъснато опериращи летища в света и е най-натовареното в Австралия, като за 2007 г. е обслужило почти 32 милиона пътници и 290 346 самолета.